# Lièvre-wallaby rayé
Lagostrophus fasciatus
Genre
Espèce
Statut de conservation UICN

 VU D2 : Vulnérable
Statut CITES
Le Wallaby-lièvre rayé ou lièvre-wallaby rayé (Lagostrophus fasciatus) est une espèce de marsupiaux courant dans l'île Bernier et l'île Dorre, au large de l'Australie-Occidentale. C'est la seule espèce du genre Lagostrophus. Lagostrophus est le seul genre encore existant de la sous-famille des Sthenurinae.

## Description
Il mesure 80 cm de la tête à l'extrémité de la queue, la queue étant un peu plus courte  (37 cm) que le reste du corps et pèse en moyenne 1,7 kg (1.3 à 2,1 kg) et la femelle est un peu plus grosse que le mâle pouvant atteindre trois kg. Il a un museau court. Sa fourrure longue grise est parsemée de taches jaunes et argentées; elle devient gris pâle sur le ventre. Il n'y a pas de variation de couleur entre la tête et la queue. Il a des bandes noires transversales partant du milieu du dos et allant jusqu'à la base de la queue.

## Aire de répartition et habitat
Alors qu'il était répandu dans toute la portion sud-ouest de l'Australie, il en est considéré comme disparu depuis 1963, le dernier à avoir été vu a été repéré en 1906. On ne le trouve plus que sur les îles Bernier et Dorre. Il a été introduit avec succès sur l'île Faure en 2004.
Il s'abrite dans les buissons d’Acacia ligulata, d’Acacia coriacea (en), d’Alectryon oleifolius, de Diplolaena dampieri et d’Alectryon oleifolius.

## Alimentation
Ce sont des animaux herbivores se nourrissant d'herbes et de fruits. Ils n'ont pratiquement pas besoin de boire recevant suffisamment d'eau par leurs aliments.
Les mâles sont très agressifs et s'affrontent entre eux pour leur territoire de nourriture mais généralement, ils n'agressent pas les femelles.

## Reproduction
La reproduction s'étale de décembre à septembre. Le lièvre devient adulte vers un an et se reproduit à partir de la deuxième année. Les femelles ont généralement une portée d'un petit par an, quelquefois deux. Le jeune reste dans la poche marsupiale six mois et continue ensuite de vivre avec sa mère trois mois. En cas de décès d'un petit, la femelle a souvent un deuxième embryon pour le remplacer.